# AccuWeather
AccuWeather Inc. — американська медіакомпанія, заснована в 1962 році Джоелем Н. Маєрсом, котра надає комерційні послуги з прогнозування погоди у всьому світі. Компанія стала називатись «AccuWeather» в 1971 році. Штаб-квартира розташована у Пенсільванії, а міжнародні офіси розміщені в Монреалі, Дубліні, Токіо, Сеулі, Пекіні та Мумбаї. У 2006 році AccuWeather придбала Wichita WeatherData, Inc.
Станом на квітень 2020 року сайт знаходиться на 97 позиції за відвідуваністю у світі і перших у категорії погоди за версією SimilarWeb.

## Компанія
AccuWeather надає прогнози погоди по всьому світу для ЗМІ, бізнесу та уряду, включаючи більш ніж половину компаній Fortune 500 та тисячі інших підприємств у всьому світі. Сервіс також працює на безкоштовному вебсайті, підтримуваному рекламою, онлайн-провайдером погоди.